# Prix Marcel-Dagenais
Der Prix Marcel-Dagenais ist eine dreijährlich von der Société canadienne de science économique verliehene Auszeichnung für Wirtschaftswissenschaft. Mit dem Preis wird ein kanadischer oder an einer kanadischen Einrichtung arbeitender Forscher geehrt, der auf Französisch publiziert. 1981 als Prix de la Société de science économique gestiftet erhielt er 2001 seinen neuen Namen im Gedenken an Marcel Dagenais, der zudem erstmaliger Preisträger war. Jean-Marie Dufour erhielt die Auszeichnung bereits dreimal.

## Bisherige Preisträger
- 1982: Marcel Dagenais
- 1985: Marcel Boyer
- 1988: Jean-Marie Dufour
- 1991: Georges Dionne
- 1994: Pierre Perron
- 1997: Bernard Fortin
- 2000: Jean-Marie Dufour
- 2003: Éric Renault
- 2006: Jean-Yves Duclos
- 2009: Jean-Marie Dufour
- 2012: Georges Dionne
- 2015: Kristian Behrens und Yves Sprumont
- 2018: Marine Carrasco und Pierre-Carl Michaud
- 2021: Lars Ehlers und Nicolas Vincent
- 2024: Raquel Fonseca